# Victorino González
Juan Victorino González Enríquez (ur. 24 czerwca 1964 w A Coruña) – hiszpański judoka. Olimpijczyk z  Seulu 1988, gdzie zajął siódme miejsce w wadze półśredniej.
Uczestnik mistrzostw świata w 1987. Startował w Pucharze Świata w 1989 i 1991. Wicemistrz igrzysk śródziemnomorskich w 1987 roku.

## Letnie Igrzyska Olimpijskie 1988
| Konkurencja | Eliminacje           | Eliminacje         | Eliminacje            | Repasaże               | Repasaże             | Klas. końcowa |
| Konkurencja | Przeciwnik I         | Przeciwnik II      | Przeciwnik III        | Przeciwnik I           | Przeciwnik II        | Miejsce       |
| ----------- | -------------------- | ------------------ | --------------------- | ---------------------- | -------------------- | ------------- |
| 78 kg       | James Kihara (KEN) Z | Luis Ochoa (COL) Z | Frank Wieneke (FRG) P | Lars Adolfsson (SWE) Z | Pascal Tayot (FRA) P | 7.            |